# Hundudden

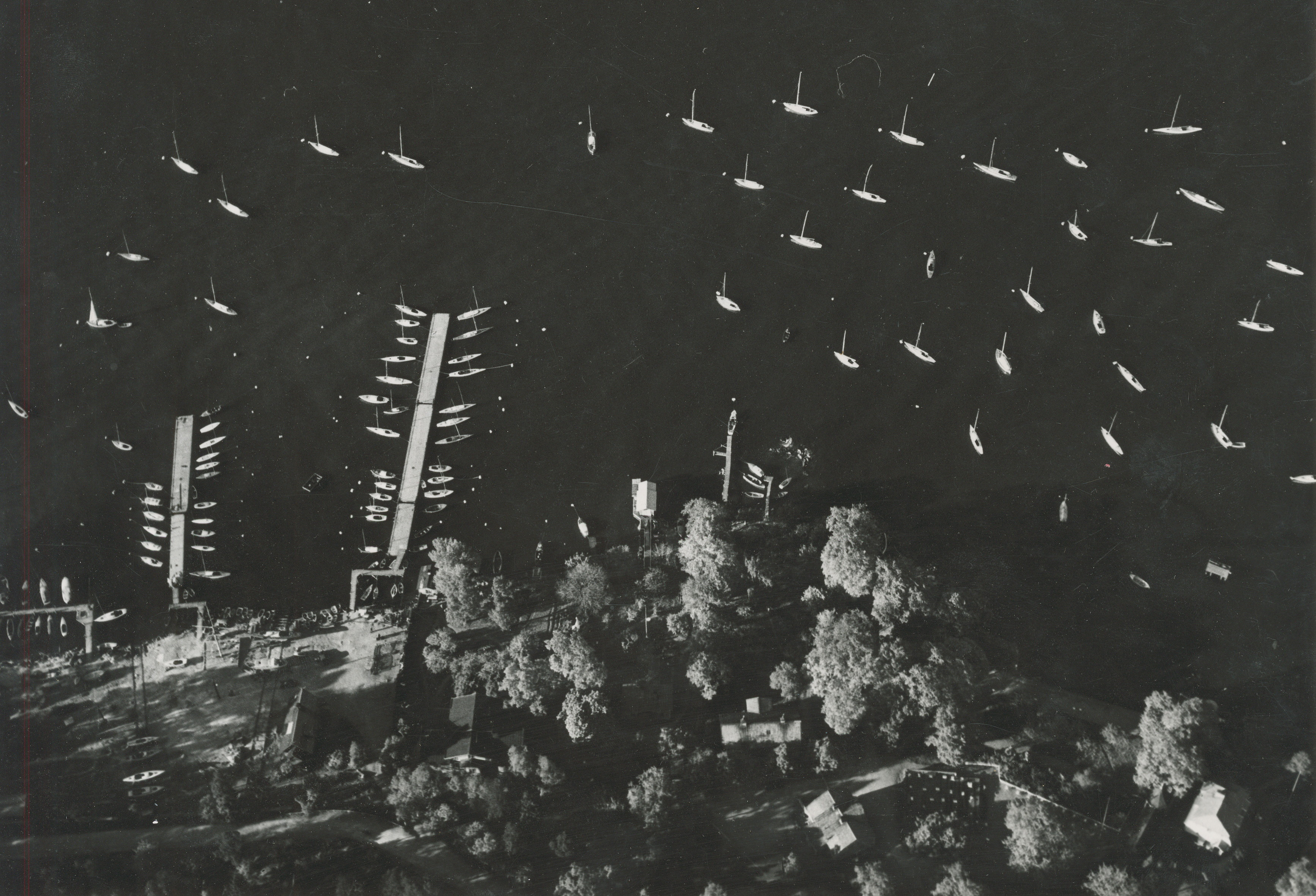
Småbåtshamnen vid Hundudden, 1951.

Hundudden är en udde på Ladugårdsgärdet i Stockholm och är Gärdets ostligaste spets. Från Hundudden ser man ut över Lilla Värtan, Fjäderholmarna och Saltsjön med Stockholms inlopp. Här ligger ett välbevarat före detta kruthus. Följer man promenadvägen längs stranden en bit mot norr kommer man in i Kaknässkogen med Kaknäs djurkyrkogård.

## Namnet

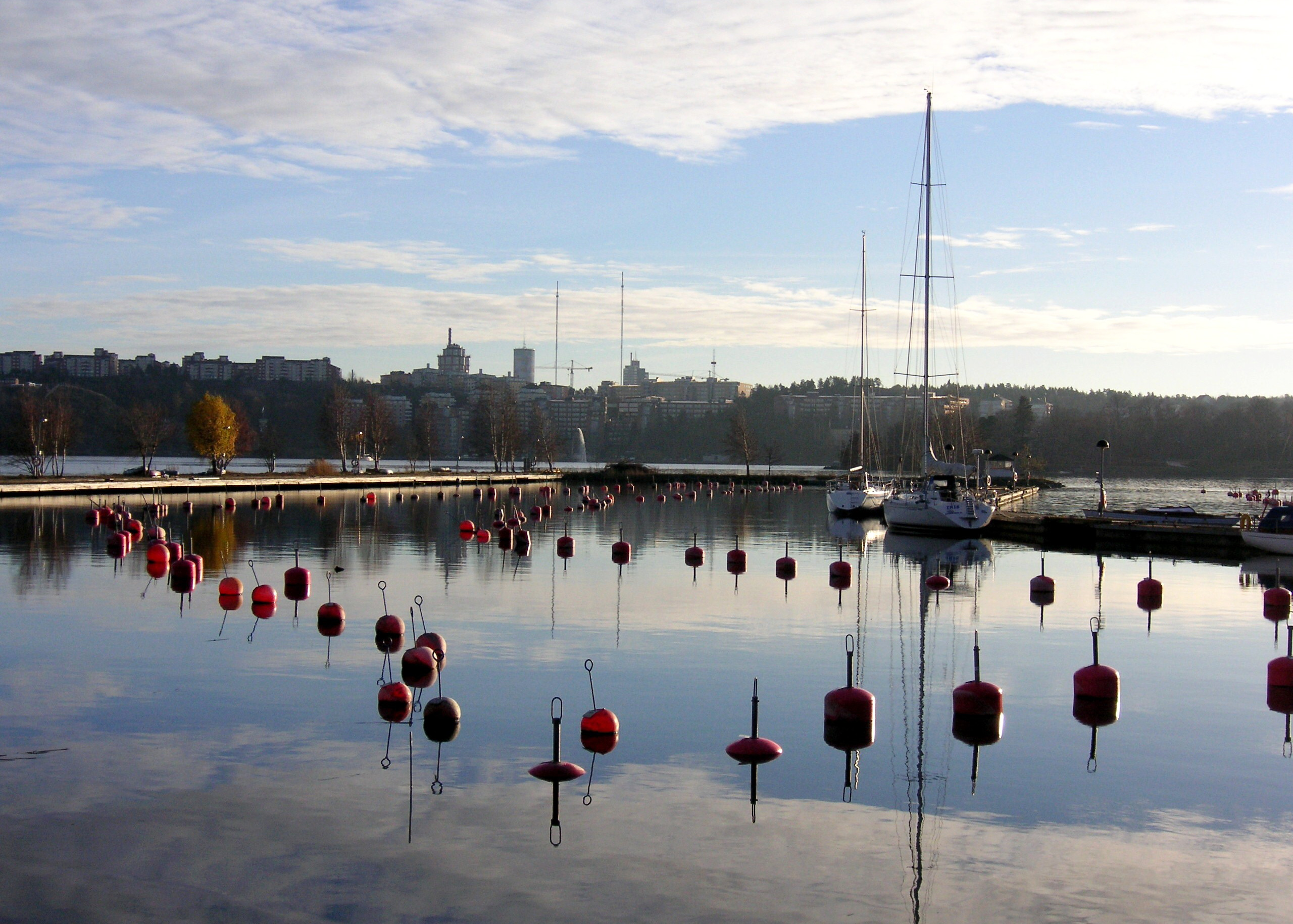
Småbåtshamnen vid Hundudden, 2007.

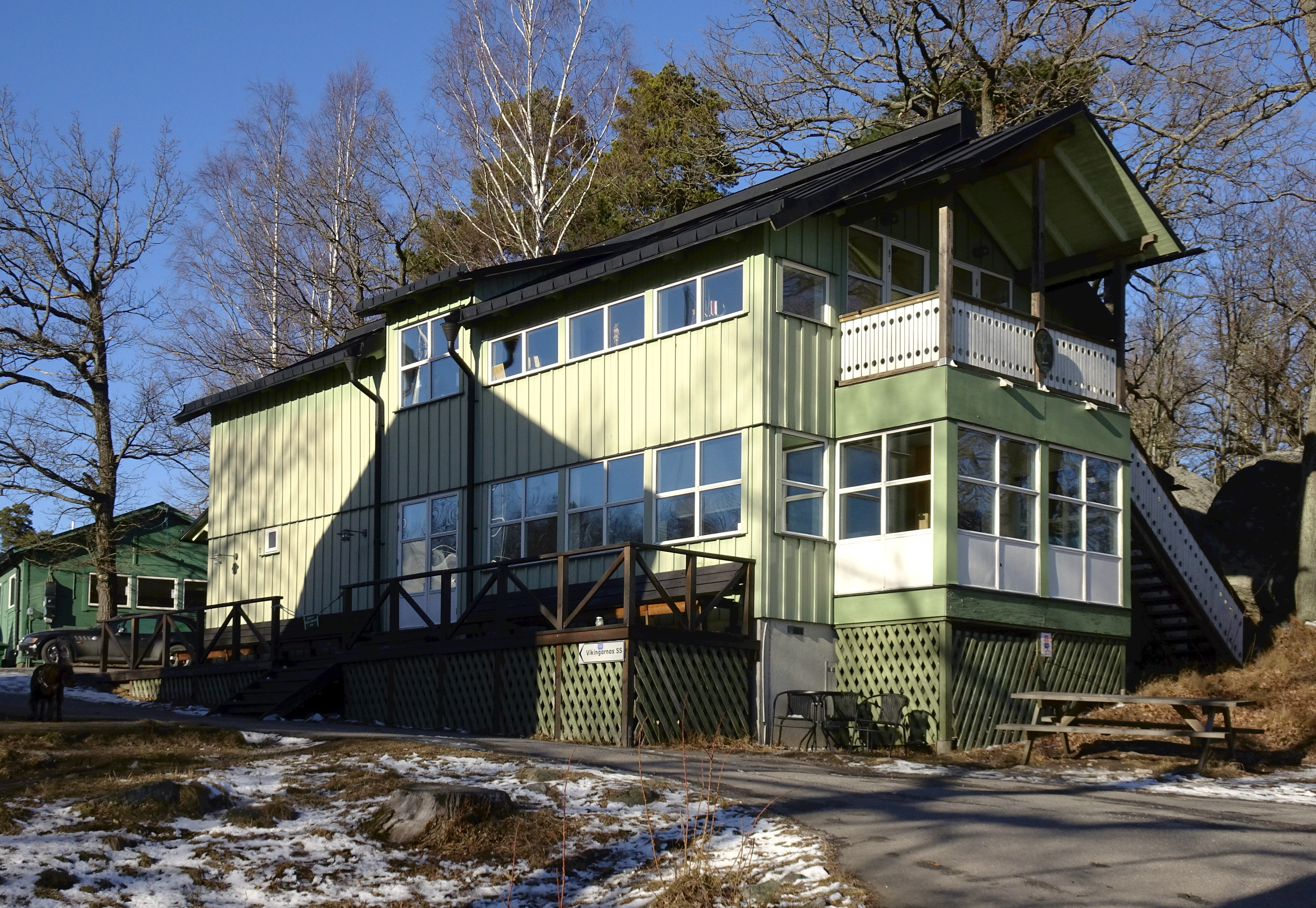
VSS klubbhus, 2017.

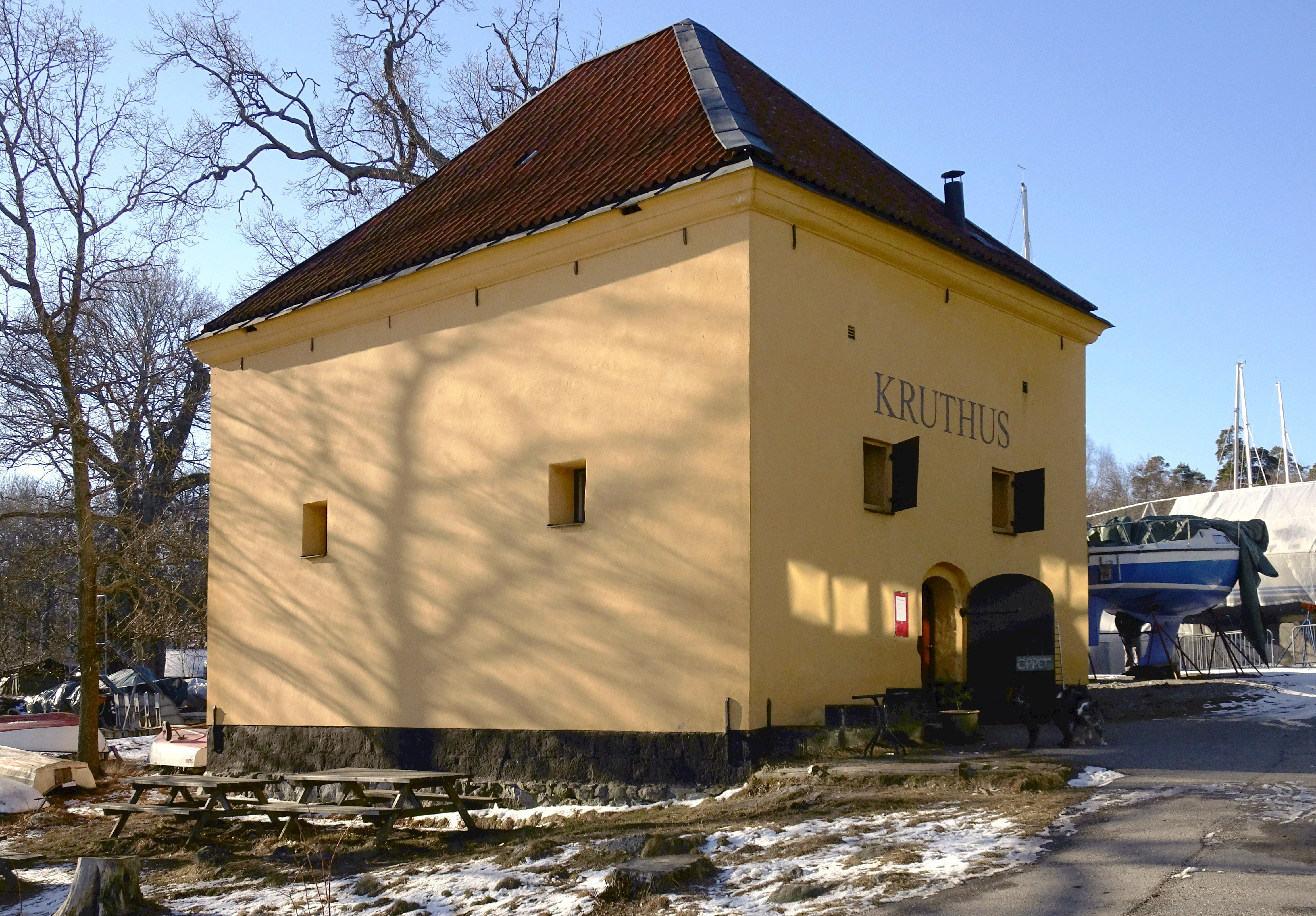
Kruthuset vid Hundudden, 2017.

Enligt Martin Stugart härrör namnet Hundudden från 1300-talet eller ännu längre tillbaka. Ordet "hund" var medeltidssvenska för "etthundra man". Så många var varje hundare (eller härad) skyldiga att ställa upp i händelse av krig. Hundudden kan ha varit utskeppningsplatsen för traktens etthundra män.

## Verksamhet
Här ligger även ett flertal båtklubbar och varvsföreningar. Redan 1913 invigde Föreningen för Kanot-Idrott sitt klubbhus på Måsholmen utanför Hundudden. Senare har Vikingarnas Segel Sällskap (VSS),, Stora Hunduddens Varvsförening och Djurgårdsbrunnsvikens Motorbåtsklubb (DMK) tillkommit i närheten.
Sten till den långa piren som skyddar småbåtshamnen härrör från gamla Östermalmsfängelset, och togs hit ut då det revs på 1960-talet.

## Kruthuset
Vid Hunduddens östra sida, intill Lilla Värtan, finns ett gammalt kruthus, som troligtvis stod färdigt 1697. Fältmarskalk Erik Dahlbergh fick i uppdrag av Karl XI att rita detta krutförråd. Huset var då ett av fyra kruthus vid Stockholms inlopp. Byggnaden restaurerades 1965 och blev klubbstuga för Vikingarnas Segel Sällskap. Idag är kruthuset vid Hundudden serveringen Kafé Kruthuset.